# Deelemanella christae
Espèce
Deelemanella christae est une espèce d'araignées aranéomorphes de la famille des Theridiidae.

## Distribution
Cette espèce est endémique de la province de Madang en Papouasie-Nouvelle-Guinée,. Elle se rencontre vers Baiteta.

## Description
Le mâle holotype mesure 3,0 mm et la femelle paratype 4,2 mm, les mâles mesurent de 2,7 à 3,2 mm et les femelles de 3,5 à 4,6 mm.

## Systématique et taxinomie
Cette espèce a été décrite par Vanuytven en 2023.

## Étymologie
Cette espèce est nommée en l'honneur de Christa Laetitia Deeleman-Reinhold.

## Publication originale
- Vanuytven, 2023 : « A new species of the genus Deelemanella (Araneae: Theridiidae) from Papua New Guinea. » Acta arachnolica, vol. 72, no 2, p. 87-90 (texte intégral).